# Červená Skala
Červená Skala je místní část obce Šumiac v okrese Brezno.

## Poloha
Leží v údolí Hronu, v nadmořské výšce 785 m, na křižovatce silnic I/66 Brezno – Pusté Pole a II/531 vedoucí na Muráň a Tisovec. V osadě se také napojují dvě železniční tratě: Banská Bystrica – Červená Skala a Červená Skala – Margecany.
V oblasti Červené skály se setkávají Muráňská planina, Spišsko-gemerský kras a Nízké Tatry. Zachovalá příroda předurčuje okolí k turismu.